# Mats Wieffer
Mats Wieffer, född 16 november 1999, är en nederländsk fotbollsspelare som spelar i Brighton & Hove Albion och Nederländerna.

## Karriär
I juli 2024 värvades Wieffer av Brighton & Hove Albion, där han skrev på ett femårskontrakt.